# نهائي كأس أمريكا الجنوبية 1922
نهائي كأس أمريكا الجنوبية 1922 كانت المباراة النهائية لمسابقة كأس أمريكا الجنوبية 1922 وهي مسابقة كرة قدم تنظم من طرف اتحاد أمريكا الجنوبية لكرة القدم، أقيمت مباراة النهائي بين منتخب البرازيل ونظيره منتخب باراغواي على ملعب Laranjeiras في ريو دي جانيرو.
توج المنتخب البرازيلي بالبطولة للمرة الثانية في تاريخه بعد تفوقه على نظيره منتخب باراغواي بثلاثية نظيفة (3-0).

## عن الفريقين
عرفت البطولة حتى عام 1975 باسم "بطولة أمريكا الجنوبية لكرة القدم".

| الفريق   | سنوات التتويج في كوبا أمريكا السابقة *(للإشارة إلى فوز المنتخب في البطولة باعتباره البلد المضيف) |
| -------- | ------------------------------------------------------------------------------------------------ |
| البرازيل | 1 (1919)                                                                                         |
| باراغواي | لم يسبق له التتويج.                                                                              |

## المباراة
| البرازيل                    | 3–0 | باراغواي |
| --------------------------- | --- | -------- |
| نيكو 11' · فورميجا 48'، 89' |     |          |